# Olof Lavesson
Olof Christian Lavesson, född 7 januari 1976 i Sankt Johannes församling i Malmö, är en svensk politiker (moderat). Han var ordinarie riksdagsledamot 2006–2018, invald för Malmö kommuns valkrets. Sedan september 2015 är han Moderaternas kulturpolitiska talesperson och sedan tidigare partiets HBTQ-politiska talesperson.
I riksdagen var Lavesson ordförande i kulturutskottet 2015–2018, ledamot i samma utskott 2006–2010 och 2015 samt ordförande i sammansatta civil- och kulturutskottet 2018. Han var ledamot i näringsutskottet 2010–2014, ledamot i skatteutskottet 2014–2015 samt ledamot och vice ordförande i Europarådets svenska delegation 2015. Lavesson var även suppleant i EU-nämnden, finansutskottet, konstitutionsutskottet, kulturutskottet och utrikesutskottet.
Han har tidigare även varit politisk sekreterare för Moderaterna i Malmö.[källa behövs]
Lavesson har tidigare suttit som ledamot i Svenska institutets insynsråd, samt bland annat i styrelserna för Operahögskolan i Stockholm och Stiftelsen Dansens hus.[källa behövs]
Den 24 april 2016 KU-anmälde Lavesson Miljöpartiets språkrör och Sveriges utbildningsminister Gustav Fridolin. Anmälan skedde efter att en chef vid utbildningsdepartementet anklagats för att ha sökt påverka SVT Aktuellt.